# Широков, Сергей Валентинович
Сергей Валентинович Широков (род. 24 декабря 1960, Москва) — государственный деятель, депутат Государственной думы третьего и четвёртого созывов.

## Биография
В 1984 году окончил с красным дипломом МИЭМ (Московский институт электронного машиностроения). Специальность — прикладная математика.

### Депутат госдумы
В декабре 1999 года был избран депутатом Государственной Думы РФ по Бабушкинскому одномандатному округу № 192 (Москва) от избирательного блока ОВР. Набрал 36,99 % голосов избирателей. В Госдуме входил в состав депутатской фракции «Отечество — Вся Россия»; был членом Комитета по бюджету и налогам Государственной Думы.
7 декабря 2003 года был избран депутатом Государственной Думы ФС РФ четвёртого созыва по Бабушкинскому одномандатному округу № 192 (Москва). В Госдуме вошёл в состав фракции «Единая Россия». Член Комитета по бюджету и налогам.